# Plizin
Plizin – wieś w Polsce położona w województwie lubelskim, w powiecie opolskim, w gminie Poniatowa.
W latach 1975–1998 miejscowość administracyjnie należała do ówczesnego województwa lubelskiego.
Wieś stanowi sołectwo w gminie Poniatowa. Według Narodowego Spisu Powszechnego z roku 2011 wieś liczyła 236 mieszkańców.

## Historia
Wieś wymieniona w spisie powszechnym z 1921 roku.  W tym czasie Plizin wówczas kolonia w gminie Godów liczył 23 domy i 137 mieszkańców. Wieś prawdopodobnie powstała po roku 1907 bowiem na mapach Bazewicza z roku 1907 nie ujęta.